# Davi Comneno
Davi Comneno (1184 - 1212) foi co-imperador de Trebizonda, juntamente com seu irmão Aleixo I da Trebizonda, de 1204 até sua morte. Era o segundo filho de Manuel I Comneno e princesa georgiana Rusudan. Pelo lado do pai, era neto do imperador bizantino Andrônico I Comneno e, do lado de sua mãe, do rei Jorge III da Geórgia.